# Suregada
Suregada é um género botânico pertencente à família Euphorbiaceae.
Plantas tropicais encontradas nas regiões tropicais do Velho Mundo

## Sinonímia
| - Ceratophorus Sond. - Erythrocarpus Blume | - Gelonium Roxb. ex Willd. - Owataria Matsum. |

## Espécies
Formado por 57 espécies:
| - Suregada adenophora - Suregada affinis - Suregada africana - Suregada angolensis - Suregada angustifolia - Suregada baronii - Suregada bifaria - Suregada bilocularis - Suregada boiviniana - Suregada borbonica - Suregada borneensis - Suregada bracteata - Suregada calcicola - Suregada capuronii - Suregada ceratophora - Suregada cicerosperma - Suregada comorensis - Suregada congoensis - Suregada crenulata | - Suregada croizatiana - Suregada decidua - Suregada dicocca - Suregada eucleoides - Suregada gaultheriifolia - Suregada glabra - Suregada glandulosa - Suregada glomerulata - Suregada gossweileri - Suregada grandiflora - Suregada humberti - Suregada ivorensis - Suregada lanceolata - Suregada laurina - Suregada lithoxyla - Suregada meliocarpa - Suregada microcarpa - Suregada mindanaensis - Suregada multiflora | - Suregada nigricaulis - Suregada occidentalis - Suregada oxyphylla - Suregada papuana - Suregada perrieri - Suregada philippinensis - Suregada pinatubensis - Suregada procera - Suregada pulgarensis - Suregada pycnanthera - Suregada racemulosa - Suregada rubra - Suregada spicata - Suregada stenophylla - Suregada subglomerata - Suregada sumatrana - Suregada tenuifolia - Suregada trifida - Suregada zanzibariensis |

## Nome e referências
Suregada Roxb. ex Rottler